# Sadie Thompson
 Sadie Thompson és una pel·lícula muda estatunidenca dirigida per Raoul Walsh, estrenada el 1928. Els intertítols han estat traduïts al català.

## Argument
A l'illa de Pago Pago, arriba una fumadora, bevedora i amant del jazz, la jove prostituta anomenada Sadie Thompson (Gloria Swanson), reclamant l'espera per pujar a un vaixell. Al mateix temps, arriben Mr. Davidson (Lionel Barrymore) i Mrs. Davidson (Blanche Friderici). Els personatges finalment es queden en el mateix hotel, on els Davidsons intenten ensenyar els nadius i Sadie entreté un grapat de mariners.

## Repartiment
- Gloria Swanson: Sadie Thompson
- Lionel Barrymore: Alfred Davidson
- Blanche Friderici: Sra. Alfred Davidson
- Charles Lane: Dr. Angus McPhail
- Florence Midgley: Sra. Angus McPhail
- James A. Marcus: Joe Horn
- Sophia Artega: Ameena
- Will Stanton: Quartermaster Bates
- Raoul Walsh: Sergent Timothy 'Tim' O'Hara

## Al voltant de la pel·lícula
- La pel·lícula va ser nominada en els Oscars dues vegades: per a la millor actriu (Gloria Swanson) i per a la millor fotografia (George Barnes).